# Una Mae Carlisle

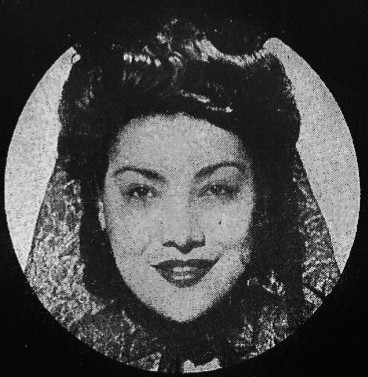
Una Mae Carlisle

Una Mae Carlisle (Xenia, 26 december 1915 - New York, 7 november 1956) was een Amerikaanse jazzzangeres, pianiste en componist.

## Biografie
Carlisle zou in 1932 zijn ontdekt door de populaire stride-pianist en zanger Fats Waller, die toen voor een radiostation in Cincinnati een serie radio-optredens deed. Waller overtuigde haar moeder om haar in zijn programma's te laten optreden en aldus geschiedde. Ze werd een beschermeling van Waller en zou ook een relatie met hem hebben gehad. Als muzikante ontwikkelde ze een stijl die veel op die van Waller leek: ze speelde boogiewoogie en stride en bracht net als Waller humor in haar optredens. In 1935 was ze de zangeres van de bigband, waarmee Waller in Apollo Theater in Harlem optrad.
Ze ging echter toch haar eigen weg om een solocarrière op te bouwen en toerde in 1937 in Europa, waar ze in een Parijse club werd opgemerkt door de criticus en producer Leonard Feather. Dankzij Feather maakte ze in mei 1938 in Londen haar eerste plaatopnames. In Londen bracht ze ook een tijd door in het ziekenhuis, waar ze werd opgezocht door Waller toen hij in Engeland moest spelen. Eind 1939 maakte ze in Amerika haar meest bekende opname, een duet met Fats Waller: "I Can't Give You Anything But Love". De opname kwam uit op Bluebird, een sublabel van Victor, en het zouden niet haar laatste opnames voor dit label zijn, want er volgden nog verschillende sessies, onder meer een met saxofonist Lester Young.
In de periode 1940-1941 nam ze op met de band van John Kirby. In die tijd had ze ook een paar hits, met de door haar geschreven liedjes "Walking By the River" en "I See a Million People". Het succes van deze en andere Carlisle-songs bracht haar in contact met de producer, manager, uitgever en platenbaas (en volgens sommigen ook een uitbuiter van 'zwart' talent) Joe Davis, die in 1942 een eerste eigen label had opgericht, Beacon Records. Na het einde van de ban op het opnemen van platen, in 1944, ging ze voor Davis' labels opnames maken, zoals "I'm a Good, Good Woman", uitgekomen op Joe Davis Records. Ze maakte talrijke opnames voor Davis' labels, later nam ze ook op voor onder meer Savoy en Columbia (opnames met Don Redman). In de jaren veertig en vroege jaren vijftig had ze ook haar eigen radio- en televisieprogramma's. Een zwakke gezondheid dwongen haar in 1952 uit de showbusiness te stappen.
Volgens critici heeft Carlisle haar beste opnames gemaakt in de periode 1938-1940. Haar songs zijn opgenomen door onder meer Dinah Washington, Peggy Lee, Ella Fitzgerald, Dakota Staton, Della Reese, Glenn Miller, Benny Carter, Benny Goodman en Stan Kenton.

## Discografie (selectie)
- 1938-1941, Classics, 2002
- 1941-1944, Classics, 2002
- 1944-1950, Classics, 2002

## Voetnoten, referenties
1. ↑  Volgens Jazz.com overleed ze op 37-jarige leeftijd in Ohio.
2. ↑  Una Mae Carlisle, biografie Will Friedwald
3. ↑  Waaronder Will Friedwald